# Ljungskile folkhögskola
Ljungskile folkhögskola är en folkhögskola som ligger i Ljungskile i Bohuslän. Skolan har plats för 250 studerande varav cirka 100 kan välja att bo på skolans internat. Förutom folkhögskolekurser har skolan kurs- och konferensverksamhet, liksom hotelldel och restaurang. STF Ljungskile vandrarhem är en del av folkhögskolan på sommaren.
På Ljungskile folkhögskola finns läsåret 2023/24 sex allmänna kurser som är högskoleförberedande och som ger behörighet till högskolestudier.
- Globalkursen – Allmän kurs med global profil
- Livskursen – Allmän kurs med kreativ humanistisk/samhällsvetenskaplig inriktning
- Naturvetenskap/naturbasår – Allmän kurs naturvetenskapligt basår
- Estetisk profil – Allmän kurs med musikprofil (kallas även Umus)
- Vård och omsorg – Allmän kurs med yrkesutbildning till undersköterska
- Kultur och samhälle – Allmän kurs på distans

Dessa kurser riktar sig till personer som vill läsa in gymnasiet, komplettera sina gymnasiebetyg och skaffa sig högskolebehörighet.
Skolan har också yrkesutbildningar och fortbildningskurser:
- Journalistlinjen, 2-årig yrkesutbildning (100 procent studietakt)
- Lärarassistentutbildningen, 1-årig yrkesutbildning (100 procent studietakt)
- Lärarassistensutbildningen på distans, 2-årig yrkesutbildning (50 procent studietakt)
- Musiklinjen, 1–2-årig utbildning, förberedande för till exempel Musikhögskolan (100 eller 50 procent studietakt)
- Yrkesförberedande kurs – för personer med lättare intellektuella funktionsvariationer (100 procent studietakt)
- Journalistiskt skrivande – distanskurs (50 procent studietakt)
- Journalisten: rollen och uppdraget – distanskurs (50 procent studietakt)
- Skriv ditt liv – distanskurs (25 procent studietakt)
- Berätta med ljud – distanskurs (50 procent studietakt)
- Omställning till ett hållbart liv – distanskurs (25 procent studietakt)

## Historik
Skolan grundades 1923 med namnet Västkustens ungdomsskola av Birger-Magnus Hellerstedt, hans hustru Märta Hellerstedt samt Waldemar Svensson. Skolan låg då i Restenäs strax utanför Ljungskile. 1926 flyttade skolan till Gläborg i Munkedals kommun, och 1929 till sin nuvarande plats på höjden ovanför Ljungskile tätort. I slutet av 1960-talet bytte skolan namn till Ljungskile folkhögskola.

## Övrigt
Skolan har ca 60 anställda och är orten Ljungskiles största arbetsgivare.